# 塔辰湖
54°2′57″N 10°42′24″E / 54.04917°N 10.70667°E

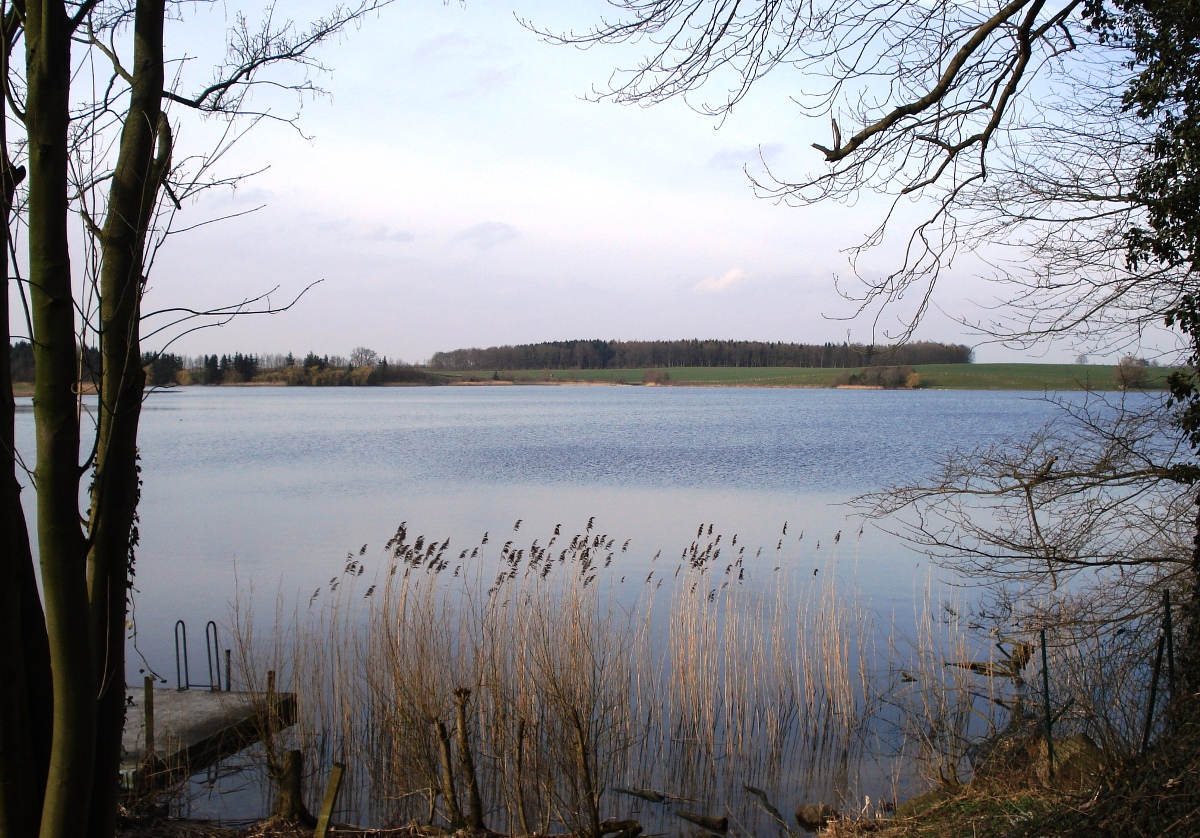

塔辰湖（德語：Taschensee），是德國的湖泊，位於該國北部石勒蘇益格-荷爾斯泰因州，處於沙爾博伊茨附近，面積0.4平方公里，海拔高度22米，最大水深9.6米。